# 维尔纳·克伦
维尔纳·克伦（德語：Werner Krenn，1943年9月21日—出生于维也纳）是一位奥地利男高音。
克倫早年是維也納少年合唱團的一員，啟蒙於伊麗莎白·拉多。之後轉而修習低音管演奏，曾向卡爾·奧爾伯格學習，1962年至1966年期間任维也纳交响乐团首席低音管。同時他並沒有放棄歌唱職涯，作為歌者的初登場則是在柏林德意志歌劇院演唱《仙后》，其六〇年代的舒伯特歌曲錄音也受到注意。克倫是维也纳国立歌剧院在七〇年代的常規演員之一。在薩爾斯堡，他和赫伯特·冯·卡拉扬合作演出貝多芬的《庄严弥撒》。此外也在皇家節日音樂廳登台。

## 個人生活
克倫之妻是女高音Helga Dernesch。

## 外部連結
- 维尔纳·克伦在Allmusic上的頁面
- 维尔纳·克伦的Discogs页面（英文）